# Namcha Barwa
Namcha Barwa, Namchabarwa, hay Nam Già Ba Ngõa (chữ Tạng: གནམས་ལྕགས་འབར་བ།; Wylie: Gnams lcags 'bar ba; ZWPY: Namjagbarwa; tiếng Trung: 南迦巴瓦峰, Bính âm: Nánjiābāwǎ Fēng) là tên một ngọn núi ở phần Tây Tạng của dãy Himalaya. Định nghĩa truyền thống của dãy Himalaya trải dài từ sông Ấn đến sông Brahmaputra sẽ biến nó trở thành điểm neo ở phía đông của toàn bộ chuỗi núi, và nó là đỉnh núi cao nhất ở phần phía đông của riêng nó cũng như đỉnh núi nằm về phía cực đông nhất của Trái Đất trên 7.600 m.

## Vị trí
Namcha Barwa nằm trong một khu vực bị cô lập ở vùng đông nam Tây Tạng mà hiếm khi được những người bên ngoài đến thăm. Nó nằm bên trong Great Bend (khúc uốn cong lớn) của sông Yarlung Tsangpo khi dòng sông chảy vào hẻm núi Yarlung Tsangpo nổi tiếng của nó đi ngang qua Himalaya, nổi lên như sông Siang và trở thành sông Brahmaputra. Núi bên cạnh của Namcha Barwa cao điểm Gyala Peri 7.294 mét nổi lên vượt qua hẻm núi 22 km về phía NNW.

## Các đặc điểm đáng chú ý
Namcha nổi lên 5.000 đến 6.800 mét trên sông Yarlung Tsangpo. Sau Batura Sar cao tới 7,595 mét ở Karakoram được leo lên vào năm 1976, Namcha Barwa trở thành ngọn núi độc lập cao nhất thế giới chưa được leo lên, cho đến khi nó cuối cùng được chinh phục vào năm 1992.
Ngoài việc là một trong những dãy núi cao nhất thế giới, Namcha Barwa cũng là đỉnh núi nổi bật thứ ba ở dãy Himalaya sau Mount Everest và Nanga Parbat.
Frank Kingdon-Ward mô tả trong những năm 1920, "một lời tiên tri kỳ quặc trong số những người Tây Tạng Kongbo rằng Namche Barwa một ngày nào đó sẽ rơi vào hẻm núi Tsangpo và chặn dòng sông, sau đó sẽ đổi hướng và chảy qua đèo Doshong La. Điều này được ghi lại trong một cuốn sách của một số người tuyệt vời có hình ảnh có thể được nhìn thấy trong tu viện nhỏ gompa ở Payi, ở Pome "(126-7)

## Lịch sử leo núi
Namcha Barwa được các nhà khảo sát người Anh tìm ra vị trí vào năm 1912 nhưng khu vực này hầu như không được viếng thăm cho đến khi các nhà leo núi của Trung Quốc bắt đầu nỗ lực vào những năm 1980. Mặc dù họ đã thăm dò nhiều tuyến đường nhưng họ không đạt được đến đỉnh điểm. Năm 1990 một cuộc thám hiểm Trung Quốc-Nhật Bản đã tiến hành khảo sát lại đỉnh cao . Một cuộc thám hiểm chung đã lên được đến 7460m vào năm 1991 nhưng đã bị mất một thành viên Hiroshi Onishi trong một trận tuyết lở. Năm tiếp theo, một cuộc thám hiểm Trung-Nhật thứ ba thành lập sáu khu trại ở sườn núi phía Nam Ridge trên đoạn trung cấp Peng Peng (7,043 m) và đã lên đỉnh cao vào ngày 30 tháng 10. Mười một người đã trèo lên tới đỉnh. Chỉ số Himalaya của Hiệp hội núi cao Vương quốc Anh không liệt kê thêm chuyến lên núi nào nữa.